# ヴェルゴ
ヴェルゴ（独: WERGO）は、現代音楽を中心とするドイツのレコードレーベル。「ウェルゴ」と表記されることもあるが、「ヴェルゴ」という表記がドイツ語の原音に忠実である。1962年に美術史家のヴェルナー・ゴルトシュミット（Werner Goldschmidt）と音楽学者のヘルムート・キルヒマイヤー（Helmut Kirchmayer）により設立され、現在、ドイツのマインツに拠点を置いている。
今日までに多くの現代音楽作曲家の作品が本レーベルにより録音されてきた。その中には、ルイ・アンドリーセン、ジョージ・アンタイル、バルトーク・ベーラ、ジョン・ケージ、エリオット・カーター、ジョージ・クラム、モートン・フェルドマン、マウリシオ・カーゲル、メレディス・モンク、コンロン・ナンカロウ、ルイジ・ノーノ、ハリー・パーチ、スティーヴ・ライヒ、ヴォルフガング・リーム、テリー・ライリー、カイヤ・サーリアホ、ジャチント・シェルシ、ヴァルター・ツィンマーマンなどがいる。